# Kumashiro Yūhi

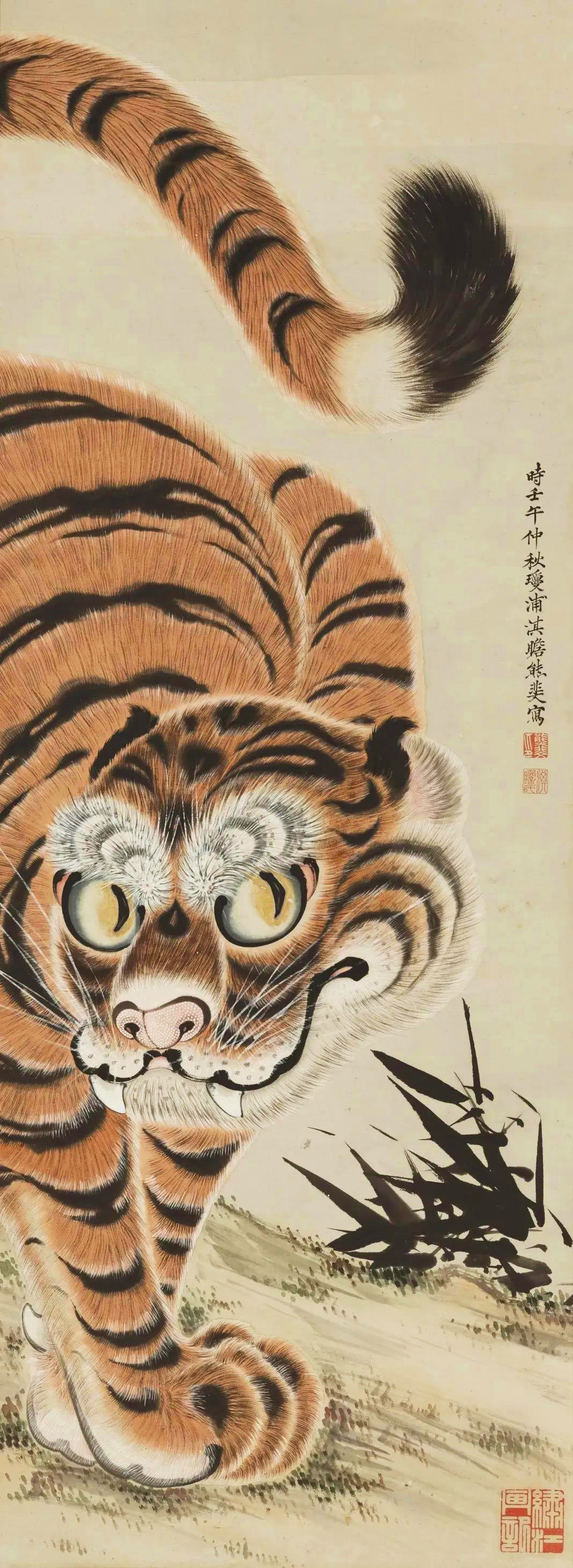
Tigre, pergaminho pendurado, 1762

Kumashiro Yūhi (熊代 熊斐; 1712 – 1772 ou 1773) foi um pintor japonês do Período Edo. Membro da Escola Nanpin, trabalhou em Nagasaki, onde estudou arte com o pintor chinês Shen Quan (1682–1760).

## Nomes

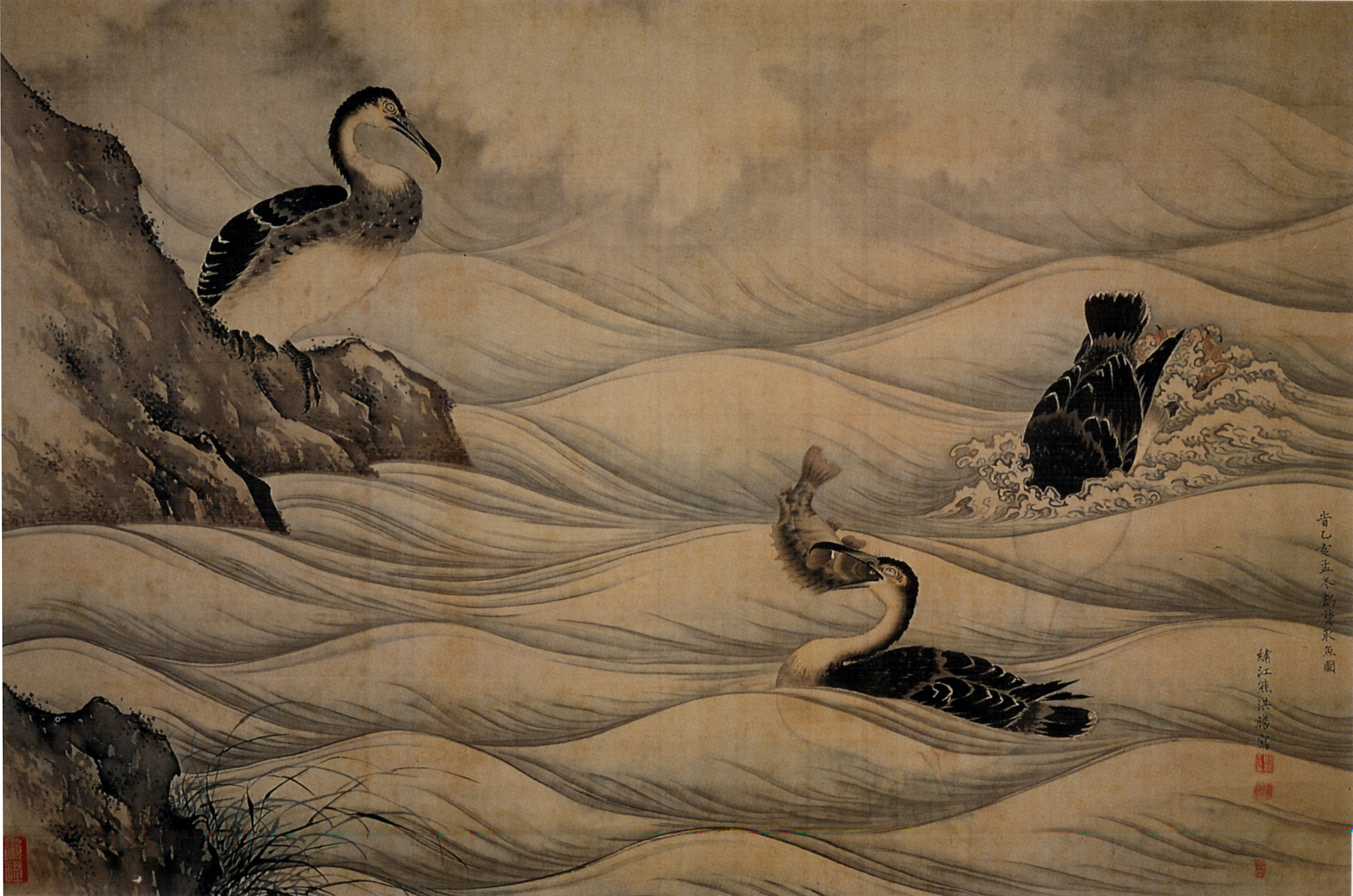
Corvo-marinhos Pescando, 1755

O nome de nascimento de Yūhi era Kumashiro Ayaru (神代 斐). Seu nome comum era Hikonoshin (彦之進) e, mais tarde, Jinzaemon (甚左衛門). Seu nome de cortesia era Kisen (淇瞻), e seu nome artístico era Shūkō (繡江).
Hoje, ele é geralmente chamado de Yūhi (熊斐), seu apelido de estilo chinês, que era popular entre artistas japoneses que estudavam artes e poesia chinesas durante o período Edo.

## Biografia
Yūhi nasceu na família Kumashiro (神代), uma família que fornecia ao governo tōtsūji, ou intérpretes japonês-chinês. Seu pai era um desses tradutores. Aos 21 anos, Yūhi tornou-se um tradutor aprendiz, mas nunca avançou além disso.
Em 1731, tornou-se aluno de Shen Quan (沈銓), um pintor chinês visitante que permaneceu em Nagasaki até 1733. Mais tarde, continuou a estudar com Gao Qian (高乾), outro discípulo de Shen Quan. Durante esse tempo, a Escola Nanpin de arte foi estabelecida no Japão, baseada em grande parte em estilos anteriores das dinastias Ming e Qing, que se concentravam principalmente na pintura de pássaros e flores (kachōga). A escola recebeu o nome de Nanpin, que era o nome artístico de Shen Quan, e Yūhi era considerado um dos membros mais apaixonados da escola.
Em uma ocasião, quando Yūhi foi solicitado a pintar um tigre, ele se aproximou de um tigre enjaulado trazido por um estrangeiro e o atingiu na cabeça com uma vara de bambu para vê-lo se mover. Ele rugiu, assustando os outros curiosos, mas Yūhi continuou a esboçar o tigre, recusando-se a sair.
A arte de Yūhi era estimada pelo público japonês, que considerava suas pinturas um substituto nativo digno para as obras chinesas, que eram difíceis de encontrar no Japão. Mais tarde, ele ensinou outros artistas, como Sō Shiseki, Mori Ransai (森 蘭斎) e Kakutei (鶴亭). Seus alunos então espalhariam esse "estilo Nagasaki" de arte para grandes cidades como Edo, Osaka e Quioto.

## Galeria

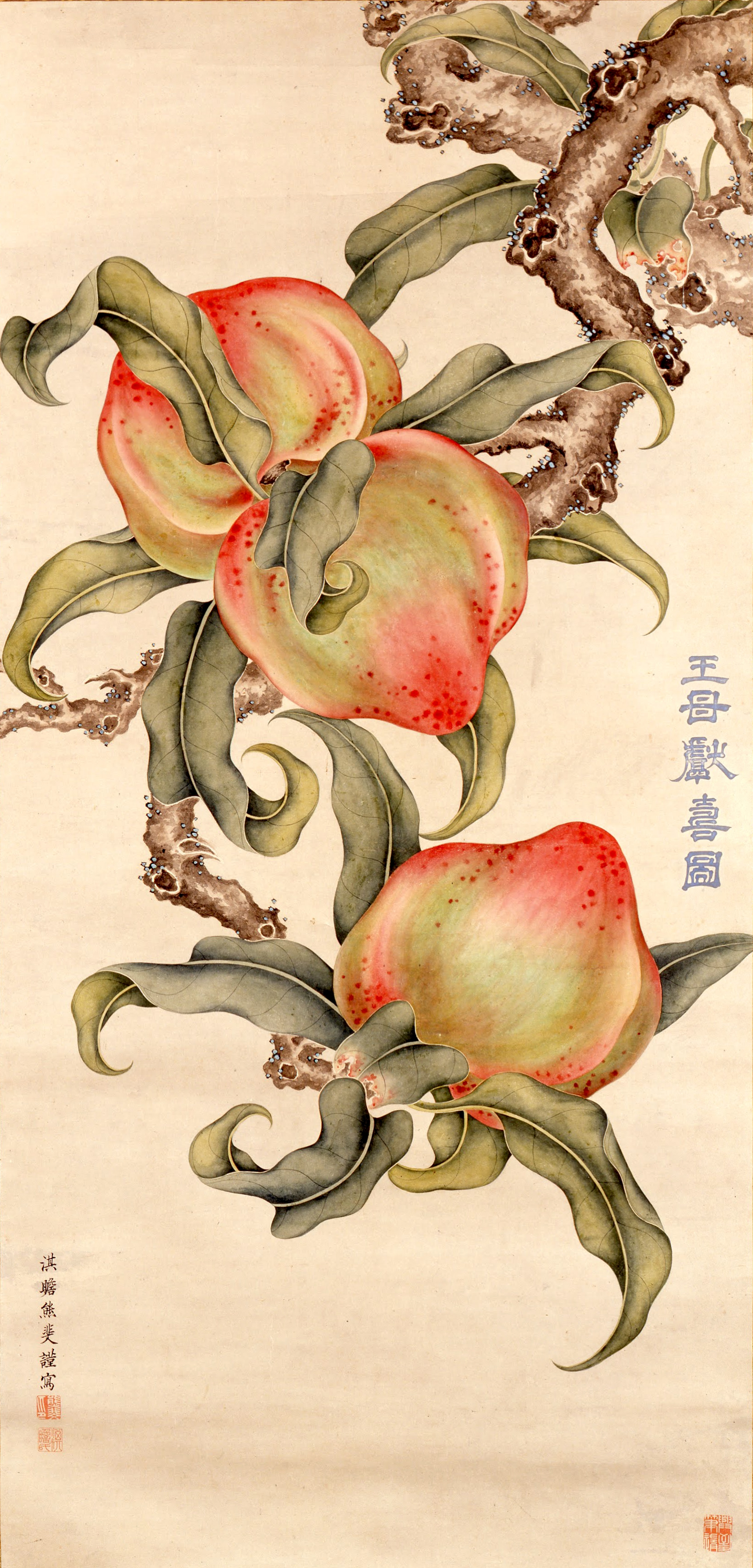
Xiwangmu's Pêssegos da Imortalidade
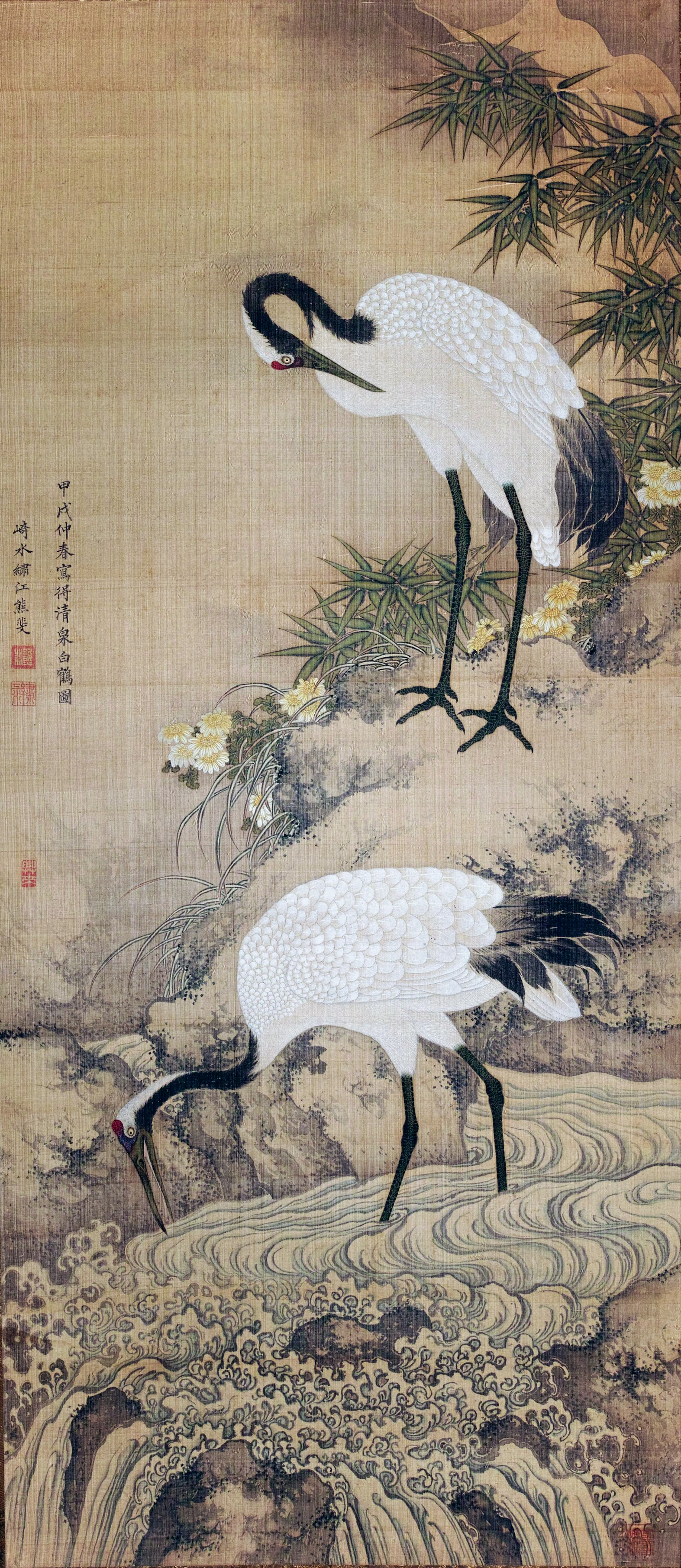
Dois Grous em um Riacho Claro, 1754
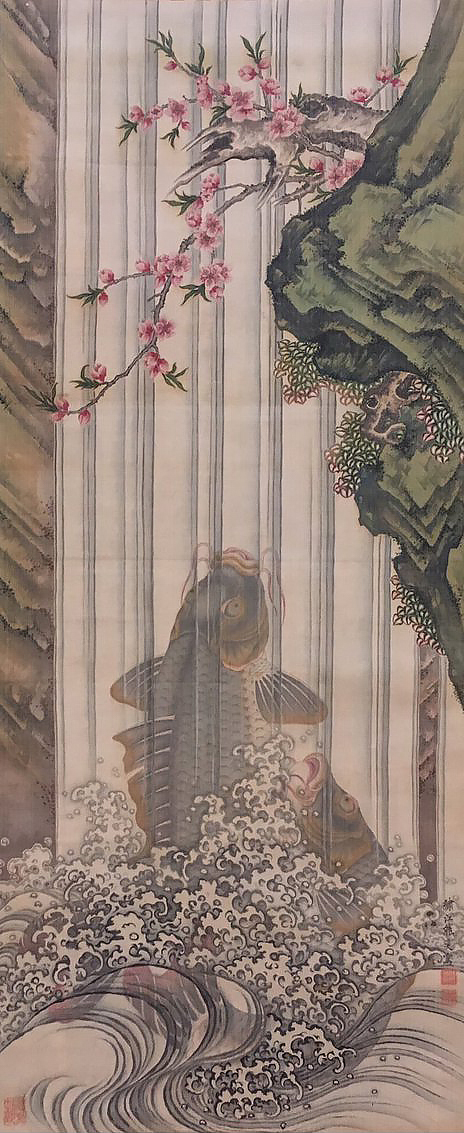
Carpa Saltando o Portão do Dragão
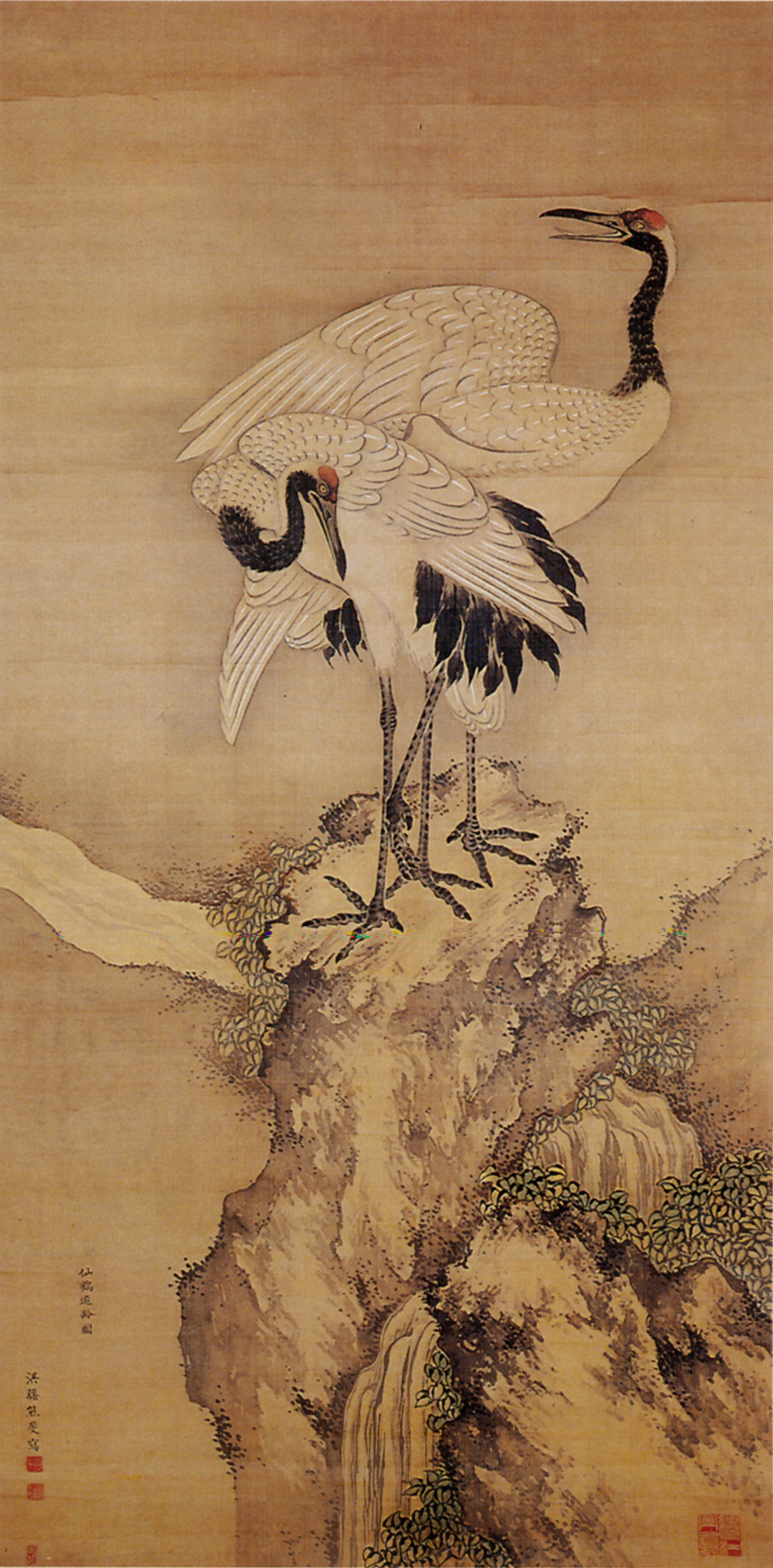
Dois Grous Imortais da Longevidade